# Ratswaage Magdeburg

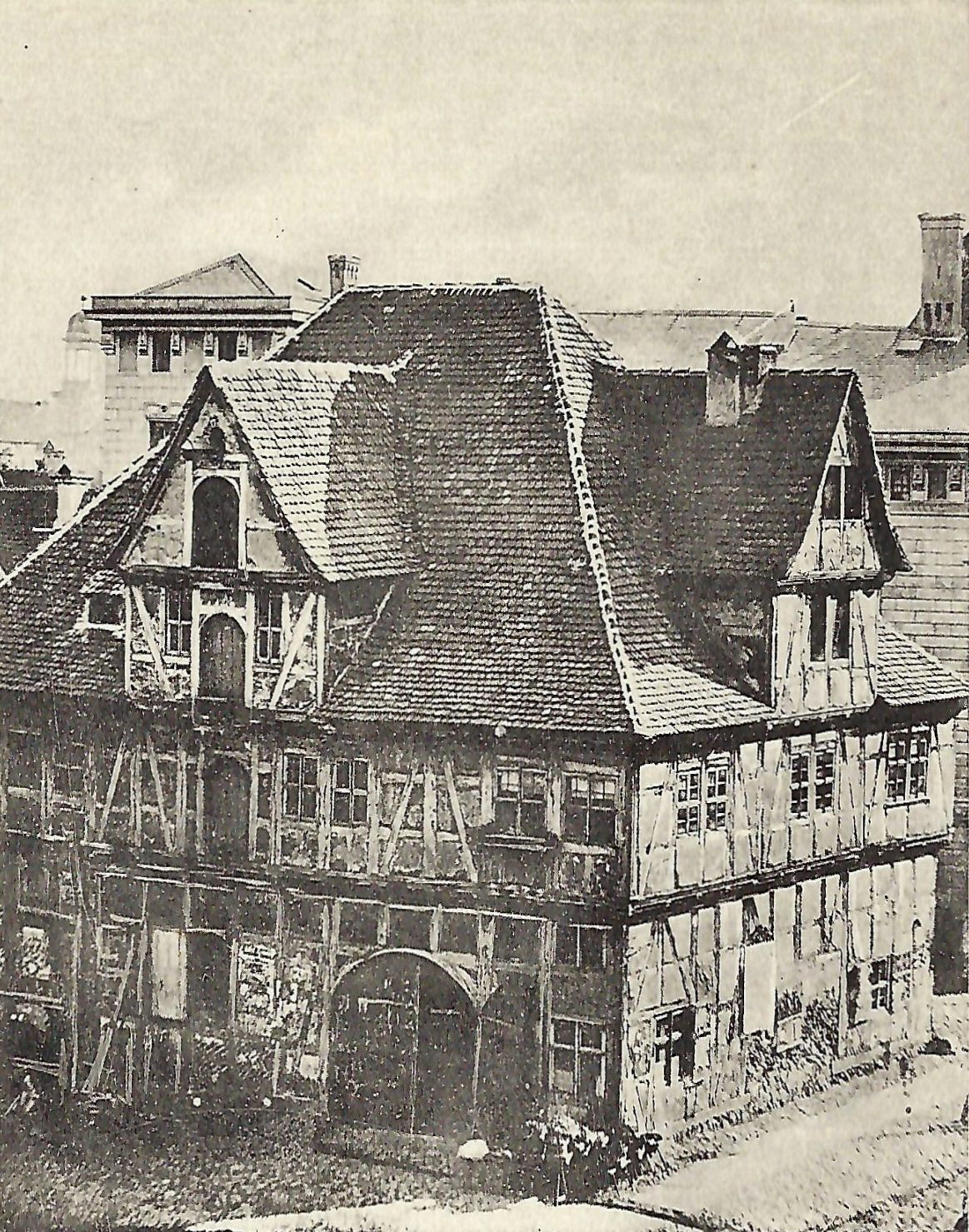
Ratswaage Magdeburg

Die Ratswaage Magdeburg war ein stadtgeschichtlich bedeutendes, historisches Gebäude in Magdeburg im heutigen Sachsen-Anhalt. Es wurde 1858 abgerissen.

## Lage
Das Gebäude befand sich in der Magdeburger Altstadt auf der Ostseite des Breiten Wegs, an der Adresse Breiter Weg 67. Der ehemalige Standort des Hauses befindet sich im westlichen Teil des heutigen Ratswaageplatzes.

## Geschichte und Architektur
Der Standort war bereits sehr lange als Platz der Ratswaage in Gebrauch. Während der Zerstörung Magdeburgs im Jahr 1631 wurde auch die Ratswaage zerstört. Noch im Jahr 1643 war das Grundstück unbebaut. Die Neubebauung in Fachwerkbauweise erfolgte bis 1646. Im Haus wurde das Acciseamt der Stadt untergebracht. Notar Johannes Rüdiger, Verordneter im Zieseamt, hatte ab 1647 im Gebäude seine Dienstwohnung. Unter dem Dach auf dem Boden lebte der Zieseamtsdiener Jakob Wieprecht.
Markant an dem auf annähernd quadratischem Grundriss errichteten zweigeschossigen Gebäude waren mittig, zumindest über den Seiten nach Westen und Norden, aufgesetzte zweistöckige Zwerchhäuser. Es bestand eine zeitgenössisch als geräumig beschriebene rundbogige Hauseinfahrt. Im oberen Bereich der Ratswaage bestanden Stuben, die als Versammlungsräume genutzt wurden. Im Jahr 1700 wurde erwähnt, dass dort insbesondere auch Treffen zu Schulangelegenheiten stattfanden.
Im Jahr 1858 wurde die Ratswaage abgerissen.
An die ehemalige Ratswaage erinnert sowohl die Benennung des Ratswaageplatzes als auch des östlich des Platzes befindlichen Hotel Ratswaage.